# Apeadeiro do Penteado
O Apeadeiro do Penteado é uma gare da Linha do Alentejo, que serve a localidade do Penteado, no concelho da Moita, em Portugal.

## Descrição

### Serviços
Esta estação é utilizada por serviços urbanos da Linha do Sado, assegurados pela operadora Comboios de Portugal.

### Localização e acessos
Esta interface situa-se na localidade do Penteado, junto à Rua Catarina Eufémia e Rua António Aleixo.  A Carris Metropolitana opera, desde 2022, 2 linhas de autocarro regular, ligando esta estação a outros destinos na Península de Setúbal.
- Coordenadas: 38.63837|-8.956807,186

## História
Esta interface situa-se no lanço entre o Barreiro e Bombel da Linha do Alentejo, que entrou ao serviço em 15 de Junho de 1857.